# Złoty Las
Złoty Las (niem. Goldene Waldmühle) – osada leśna w Polsce położona w województwie dolnośląskim, w powiecie świdnickim, w gminie Świdnica.
W latach 1975–1998 miejscowość administracyjnie należała do województwa wałbrzyskiego.
Na mocy zarządzenia z 11 grudnia 1996 roku nastąpiła zmiana dotychczasowej nazwy miejscowości Nieganów na Złoty Las.